# Ivan Zaharovič Jeršov
Ivan Zaharovič Jeršov (rusko Ива́н Заха́рович Ершо́в), ruski general, * 1777, † 1852.
Bil je eden izmed pomembnejših generalov, ki so se borili med Napoleonovo invazijo na Rusijo; posledično je bil njegov portret dodan v Vojaško galerijo Zimskega dvorca.

## Življenje
Kot otrok je osirotel, tako da ga je vzgajal stric. Leta 1786 je vstopil v dvorni konjeniški polk, nato pa je bil 27. januarja 1797 kot kornet premeščen v Sumijski huzarski polk. 
Bojni krst je doživel med italijansko-švicarsko kampanjo leta 1799. Leta 1801 je bil premeščen v Konjeniški gardni polk, s katerim se je udeležil kampanje leta 1807. 24. junija 1809 je bil povišan v polkovnika. 
Leta 1813 je prevzel poveljstvo konjeniških gardistov in 15. septembra istega leta je bil povišan v generalmajorja. 
Leta 1815 je postal poveljnik 2. brigade 4. dragonske divizije, nato je leta 1817 postal poveljnik 2. brigade 1. dragonske divizije in leta 1821 je postal poveljnik 2. brigade 2. kirasirske divizije. 
29. marca 1825 je postal poveljnik 2. kirasirske divizije in 22. avgusta naslednjega leta je bil povišan v generalporočnika. 
Upokojil se je 16. decembra 1833.